# Gheorghe Hagi
Gheorghe Hagi (Săcele, 5. veljače 1965.) je bivši rumunjski nogometaš i nogometni trener, te vlasnik Viitorula.
Poznat je pod nadimkom "Maradona s Karpata". Smatra se jednim od najboljih veznih igrača u 1980.-im i 1990.-im. Ima status heroja u Rumunjskoj i Turskoj. 
Igrao je za nekoliko rumunjskih klubova, od kojih se ističe Steaua za koju je igrao 97 puta i postigao 76 golova. S klubom je osvojio tri rumunjska prvenstva i tri kupa od 1987. do 1989. godine. Osvojili su kup prvaka 1986. godine te europski Superkup 1987. godine, igrali su jednom u polufinalu Kupa prvaka 1988. godine i u finalu sljedeće godine.
Izabran je 6 puta za najboljeg nogometaša Rumunjske. Igrao je dvije sezone u Real Madridu, zatim u talijanskoj Bresciji pa dvije sezone u Barceloni. Jedan je od rijetkih nogometaša koji su igrali i za Barcelonu i za Real Madrid (među njima je i hrvatski nogometaš Robert Prosinečki).
S turskim Galatasarayem osvojio je 4 turska prvenstva, Kup UEFA i europski Superkup. To su jedini veliki trofeji nekog turskog kluba, u čemu je Hagi odigrao veliku ulogu, zbog čega je stekao jako veliku popularnost u Turskoj. Imao je oproštajnu utakmicu 2001. godine, nazvanu "Hagi Gala". 
Za rumunjsku reprezentaciju nastupio je 125 puta i postigao 35 golova. Drži rekord po broju postignutih golova za rumunjsku reprezentaciju. Samo je Dorian Munteanu nastupio više puta za Rumunjsku od njega. S Rumunjskom nastupio je na Svjetskim prvenstvima 1990., 1994. i 1998. i na Europskim prvenstvima 1984., 1996. i 2000. godine. Najveći uspjeh postigli su na Svjetskom prvenstvu 1994. godine, kada su došli do četvrtfinala. 
Povodom 50 godina UEFA-e, 2003. godine, Rumunjski nogometni savez proglasio ga je najboljim rumunjskim nogometašum u posljednjih 50 godina. Povodom 100 godina FIFA-e, 2004. godine, Pelé ga je stavio na popis 100 najboljih nogometaša. 
Rumunjska televizija 2006. godine, radila je izbor "najvećih Rumunja svih vremena". Hagi je bio na 15. mjestu. 
Bio je trener rumunjske reprezentacije, nekoliko rumunjskih klubova i turskih Bursaspora i Galatasaraya. Zapaženiji uspjesi su mu povijesna pobjeda Rumunjske protiv Mađarske u Budimpešti, što nikada prije nisu uspjeli te turski kup 2005. godine u pobjedi 5:1 protiv Fenerbahçea. 
Ima kćer Kiru i sina Ianisa koji je također nogometaš.